# Die verwandelten Weiber
Die verwandelten Weiber, oder Der Teufel ist los, erster Teil (De förvandlade fruarna, eller Djävulen är lös, del ett) är en komisk opera (komische Oper) i tre akter med musik av Johann Adam Hiller, inklusive 14 musiknummer från den populära farsen Der Teufel ist los av Johann Georg Standfuss.
Librettot skrevs av Christian Felix Weiße (1726–1804) efter balladoperan The Devil to Pay, or The Wives Metamorphos'd av Charles Coffey (1731), samt en opéra comique med text av Michel-Jean Sedaine som använde samma material.

## Uppförandehistorik
Operan hade premiär den 28 maj 1766 på teatern i Quandts Court i Leipzig.

## Personer
| Roller                      | Stämma | Premiärbesättning den 28 maj 1766 Dirigent: Johann Adam Hiller |
| --------------------------- | ------ | -------------------------------------------------------------- |
| Herr von Liebreich          | tenor  |                                                                |
| Frau von Liebreich          | sopran |                                                                |
| Jobsen Zeckel, en skomakare | bas    |                                                                |
| Lene, Zeckels hustru        | sopran |                                                                |
| Mikroskop, en trollkarl     | bas    |                                                                |